# ジョセフ・キャロン
ジョセフ・キャロン （Joseph P. Caron、1947年 - ）は、カナダの外交官、ビジネス・コンサルタントである。キャロンはアジア各地の大使を歴任した、カナダきっての知日派外交官である。

## 生い立ち
キャロンはオンタリオ州南西部のパン・クアーの農家に生まれた。パン・クアーは田舎の農村であったが、母親の姉が30年以上も福島県で暮らしていたため、日本への親近感をもって育った。1970年にオタワ大学で政治学を学び、優等の成績で卒業した。

## 経歴
キャロンは1972年にカナダ外務省に入省して以来、アジアとの貿易畑を中心にキャリアを重ねてきた。最初に配属されたのはカナダ通商部である。1973年から1975年にかけてトルコ大使館で二等書記官（商務担当）として勤務した。1975年から1977年まで横浜の米国日本語研修所で日本語を学び、1977年から1980年までは東京のカナダ大使館で一等書記官（商務担当）を務めた。
1980年からはオタワの本省に戻り、インドシナ・東南アジア課次長を務めた。1982年から1984年までトルドー政権下の枢密院事務局に出向し、外務国防担当書記官を務めた。1987年から1989年には2度目の日本勤務を経験し、参事官兼領事の任を果たした。
1990年代になると本省の国際経済課長や次官補として主要国首脳会議（G8サミット）やアジア太平洋経済協力(APEC)を担当した。APECでは高級実務者を務め、経済サミットには8回にわたり参加し、カナダ首相出席の一切をとりしきった。
2001年からは中国大使（モンゴル、朝鮮民主主義人民共和国の大使も兼務）として北京に赴任した。2005年からは日本大使、2008年からはインド高等弁務官を務め（ネパール、ブータンの大使も兼務）、2010年に外務国際貿易省を退職した。これまでのところ日中印三か国のカナダ大使を務めたのはキャロンだけである。
2010年以降は、ジョセフ・キャロン社を設立し、日加間で取引する企業への助言を提供する他、マニュライフ・フィナンシャル社外取締役や、ヒーナンブレイキー法律事務所特別顧問に就任するなど、ビジネスの世界に活動の場を移した。また、ブリティッシュコロンビア大学の名誉教授や政府系シンクタンクのカナダ・アジア太平洋基金でフェローにもなっている。
なお、短期間ではあるが、1973年にサイゴンに赴任し、ベトナム国際管理監視委員会に参加して、平和維持活動や停戦監視の実際に触れる。

## 人物
オンタリオ州南西部の英仏二言語圏で育ったキャロンは英語とフランス語を話す。また日本語を使いこなす他、大学時代には中国語を学び、ヒンディー語も勉強した。
キャロンの伯母はカナダの宣教団の一員として会津若松で35年間にわたって英語を教えていた。伯母が送ってくれる手紙やプレゼントを通して日本に親しみをもつようになったキャロンは「9歳の時に初めて地図を手にするまで、私は世界がカナダ、アメリカ、日本の3つの国で成り立っている」と思っていたという。
日本勤務の長いキャロンは四国遍路を続け、2005年12月時点で回った札所の数は59寺になった。ガード下の居酒屋を楽しむ一面もあり、サラリーマンらにまじっておでんを食べ、カラオケでは井上陽水と安全地帯を歌う。
2008年、明治学院大学より名誉博士号を授与され、2011年にはヨーク大学から法学の名誉博士号を授与された。2017年4月、旭日重光章受章。
家族には妻クルムと3人の子どもがいる。クルムとの結婚は、アンカラ時代にカナダ大使館で勤務していたトルコ人の彼女との出会ったのがきっかけである。子どもはみな日本勤務時代に生まれた。